# Soldados da Borracha (documentário)
Soldados da Borracha é um documentário brasileiro de 2019, dirigido por Wolney Oliveira, sobre os chamados "Soldados da Borracha", brasileiros transportados para a Amazônia com o objetivo de extrair borracha para os Estados Unidos da América durante na II Guerra Mundial.

## Sinopse
Durante a Segunda Guerra Mundial, um acordo de cooperação entre os governos do Brasil e dos Estados Unidos levou cerca de 60 mil brasileiros nordestinos para a região amazônica para trabalhar na extração de látex destinado à indústria americana de armamentos. Conhecidos como "Soldados da Borracha", metade deles morreu antes de voltar para casa e muitos outros ainda esperam o reconhecimento como “heróis da pátria” e a prometida aposentadoria equivalente à dos militares.

## Lançamento
No Brasil, o filme foi exibido pela primeira vez na 24ª edição do festival de cinema É Tudo Verdade, em 2019. Nesse mesmo ano, também participou do Cine Ceará.